# Jun Suzuki (fotbollsspelare född 1961)
Jun Suzuki (鈴木 淳 Suzuki Jun?), född 17 augusti 1961, är en japansk tidigare fotbollsspelare.
I augusti 1979 blev han uttagen i Japans trupp till U20-världsmästerskapet 1979.